# Donald E. Brownlee
Donald Eugene Brownlee (21. prosinca 1943. -) je profesor astronomije na Sveučilištu Washington u Seattlu i glavni istraživač NASA-ine misije Stardust. Njegova primarna istraživačka zanimanja uključuju astrobiologiju, komete i kozmičku prašinu. Rođen je u Las Vegasu, Nevada.

## Obrazovanje i zapošljavanje
Brownlee je studirao elektrotehniku na Sveučilištu u Kaliforniji, Berkeley, prije nego što je pohađao diplomsku školu na Sveučilištu Washington. Brownlee je doktorirao astronomiju sa Sveučilišta u Washingtonu 1971., pridružio se Odjelu za astronomiju kao nastavnik 1975. godine. Također je vodio istraživanje kao ugledni gostujući profesor na Institutu Enrico Fermi na Sveučilištu u Chicagu. Brownlee je koautor dviju knjiga s paleontologom Peterom Wardom; Rijetka Zemlja: Zašto je složen život rijedak u svemiru i Život i smrt planeta Zemlje. 

## Počasti
1991. godine Asteroid 3259 dobio je ime po Brownleeu. Također, Međunarodno mineraloško udruženje proglasilo je novi mineral u čast Donalda Brownleea. Ovaj novi mineral - Brownleeit - prvi je mineral koji je pronađen na kometu. Dobitnik je medalje J. Lawrencea Smitha s Nacionalne akademije znanosti, Leonardove medalje iz Meteoritskog društva i Medalje NASA-e za iznimno znanstveno postignuće 2007. godine. Član je Nacionalne akademije znanosti. 